# Pětilístek
Pětilístek je výuková metoda, při níž žáci k určitému heslu (nejčastěji téma vyučovací hodiny) tvoří pojmy dle zadání. Cílem je co nejvýstižněji vyjádřit svůj postoj k tématu a nehodnotí se tedy správnost vyjádření. Metodu je vhodné zařadit buď na začátku v evokační části hodiny, pokud budeme hovořit o tématu, o kterém už žáci něco vědí, nebo naopak na závěr hodiny při zpětné reflexi. V tomto případě slouží pětilístek převážně ke shrnutí informací o probraném tématu. Vhodný je již pro žáky 1. stupně ZŠ.

## Schéma pětilístku
Sestává z několika řádků textu, které tvoří pyramidu zakončenou jednoslovnou odpovědí:
1. řádek – jedno slovo, zpravidla podstatné jméno (téma hodiny, stěžejní pojem)
2. řádek – dvě slova, zpravidla přídavná jména (měla by popisovat vlastnosti podstatného jména, tedy pojmu z prvního řádku)
3. řádek – tři slova, zpravidla slovesa (měla by vyjádřit to, co dělá podstatné jméno, tedy pojem z prvního řádku)
4. řádek – čtyři slova, věta nebo sousloví vztahující se k podstatnému jménu, tedy pojmu z prvního řádku
5. řádek – jedno slovo, lze použít různé varianty, např. synonymum podstatného jména, nebo slovo vyjadřující vztah pisatele k podstatnému jménu